# 騎士戦争

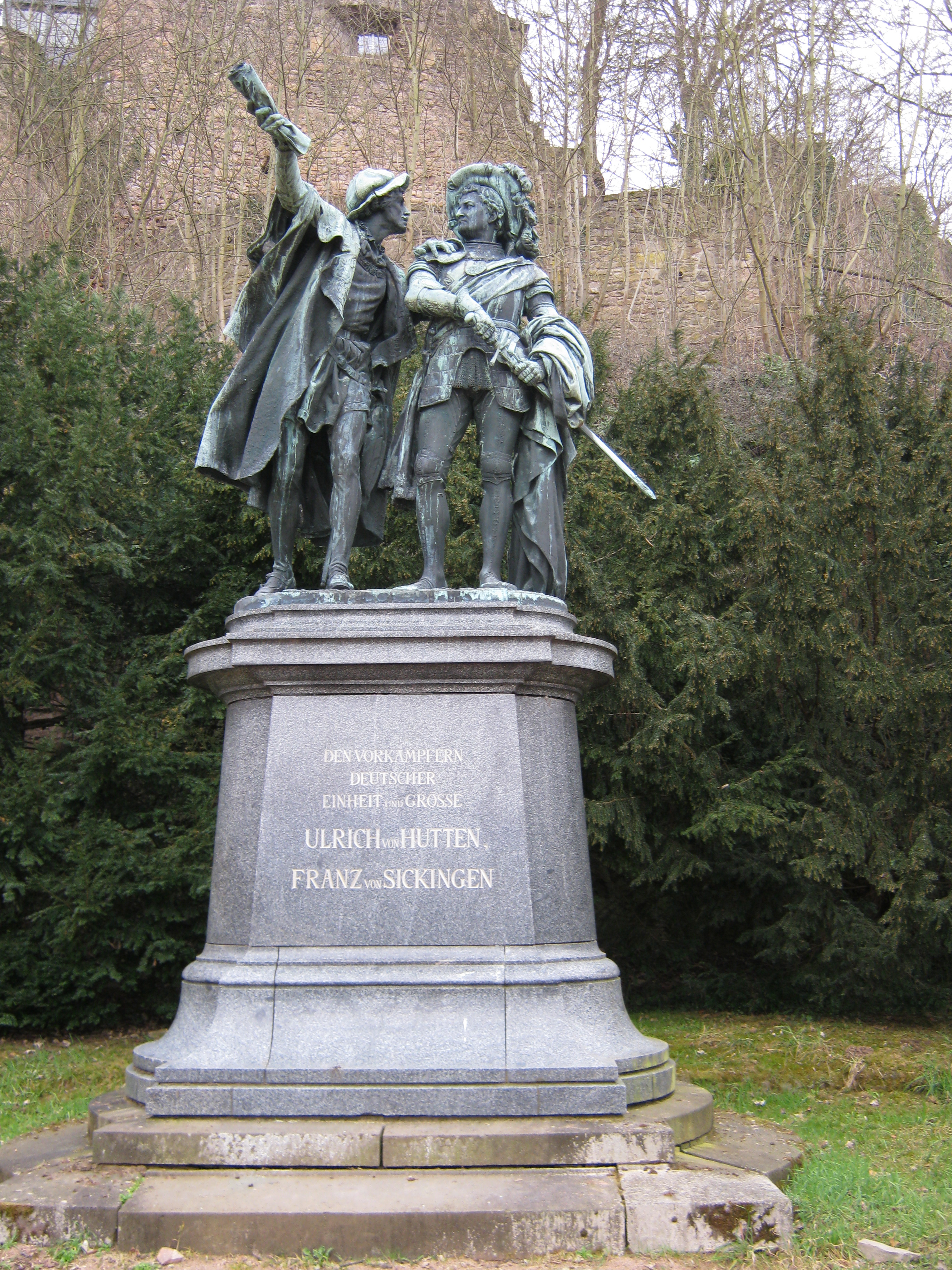
バート・クロイツナハにあるフッテン（左）とジッキンゲン（右）の銅像。

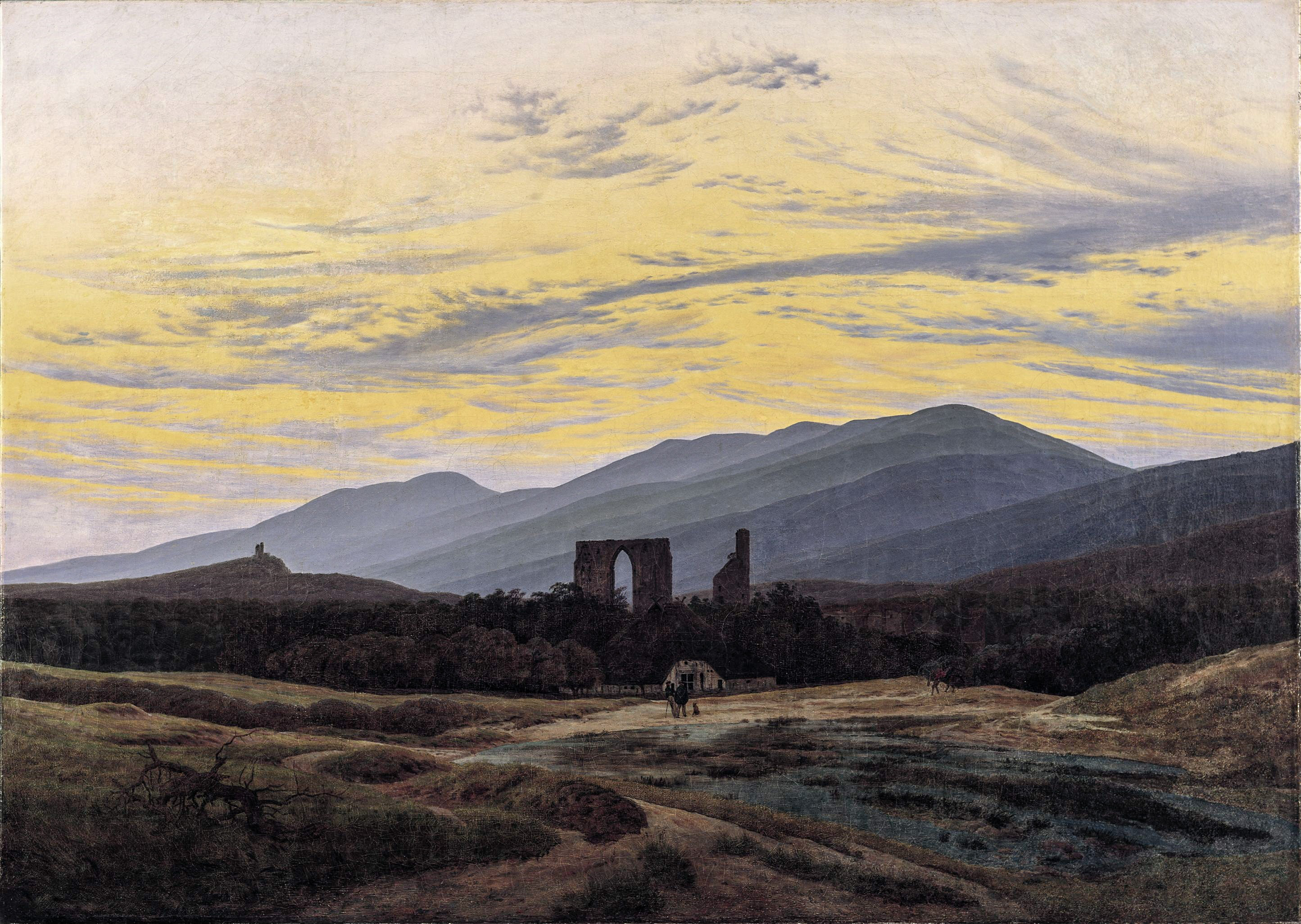
戦乱で破壊された修道院跡（19世紀の作品）。

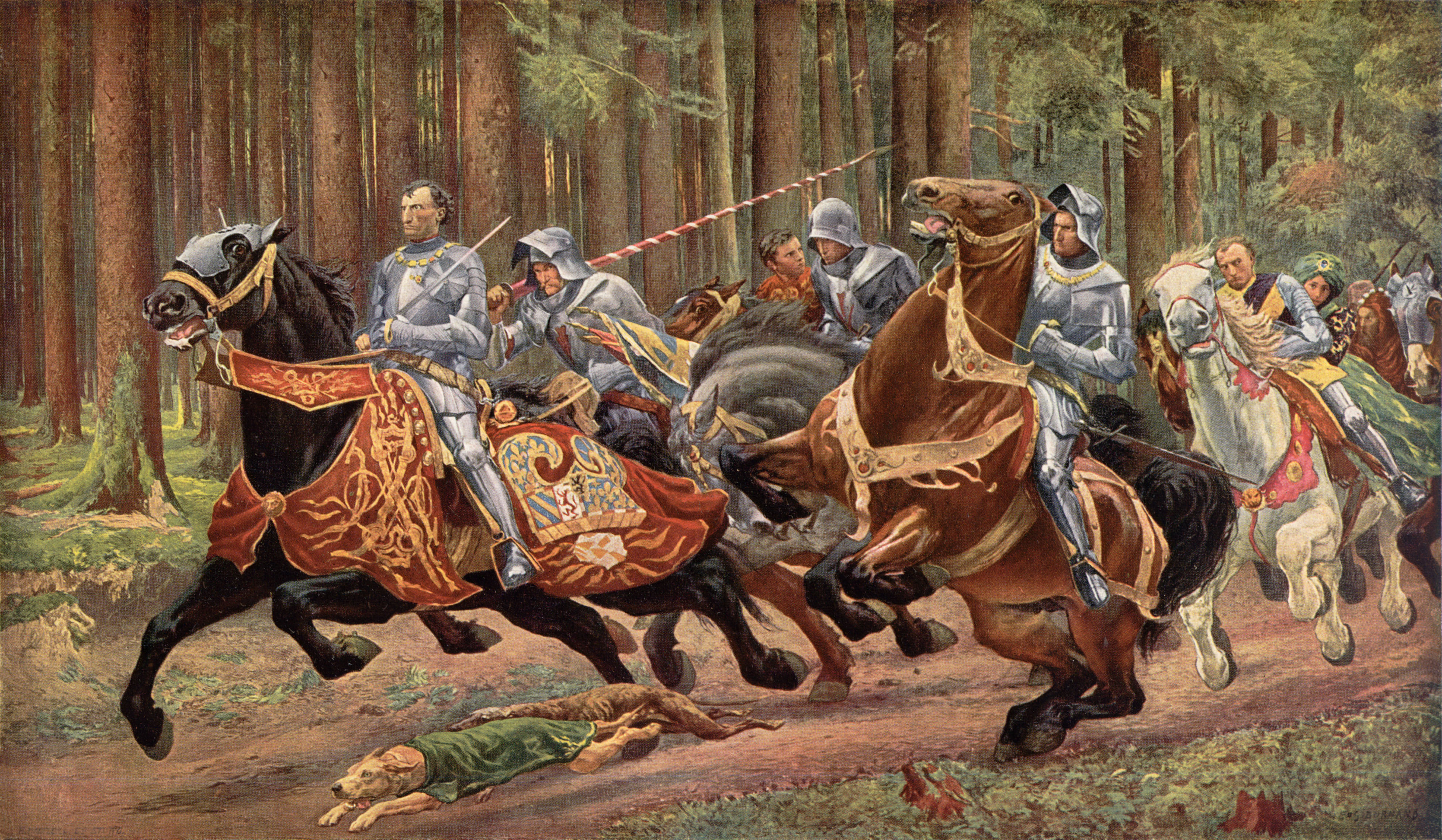
騎士として活躍したブルゴーニュの「突進公」シャルル。

シャルルの重騎兵が軽装歩兵に敗れたムルテンの戦い。

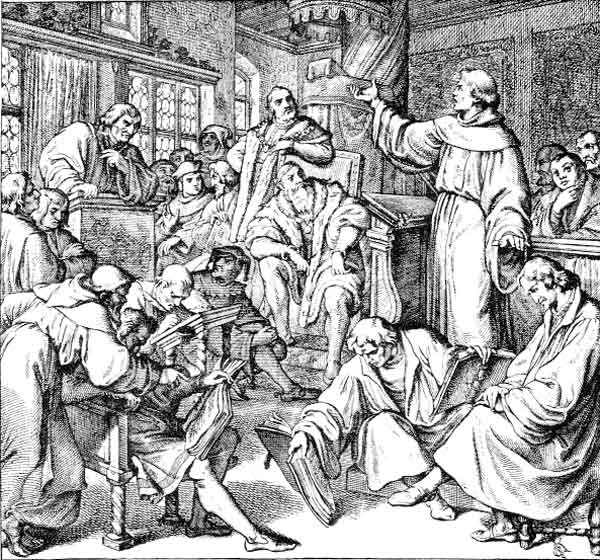
ライプツィヒでのルターの討論。

騎士戦争（きしせんそう、ドイツ語: Ritterkrieg）は、1522年秋から1523年春にかけて、宗教改革期のドイツ南西部で起きた戦乱。
フランツ・フォン・ジッキンゲン（1481-1523）とウルリヒ・フォン・フッテン（1488-1523）が在地の騎士を率いてトリーア大司教に対して起こした争いである。

## 概要
中世のドイツで戦場の花形として活躍した騎士は、火薬の登場による戦術の変化や、貨幣経済の普及に伴う封建制度の崩壊、神聖ローマ帝国内の法整備と領邦の成長によって没落していった。特にドイツ南西部のライン川上流域（オーベルライン地方(de・en)）では、小さな領地しか持たない下級貴族や領邦君主が乱立していた。その地方の中でも有力騎士であるジッキンゲンは、しばしば近隣の諸侯や都市を攻撃しては賠償金を捲きあげていた。
フッテンもこの地方の騎士階級の出身だが、神学や文学を学び、詩人として諸国をまわっているうちに人文主義に感化された。フッテンは教会に対する反発とドイツに対する愛国心から反ローマ主義者となっていった。
1517年にルターによる宗教改革がはじまり、宗教界が分裂して対立が始まると、1522年秋にジッキンゲンとフッテンは同郷の没落騎士を率い、ルターを奉じてカトリック教会を駆逐すると称して、近隣のトリーア大司教領に攻めかかった。しかし、翌1523年春に周辺諸侯によってすぐに鎮圧された。
この戦いについての評価は立場や時代によってさまざまで、単なる金目当てのフェーデ（私闘）にすぎないものだったというものから、プロテスタントによる性急過ぎる宗教改革、封建制度におけるドイツ騎士の生き残りをかけた領地争い、ドイツ農民戦争の序章、ドイツ民族の自立と統一に殉じた先駆者の英雄譚、といった解釈が行われている。

## 背景

### フェーデと永久ラント平和令
神聖ローマ帝国では、15世紀に国政改革が進められ、帝国支配に関する法制度の整備が行われた。1495年にマクシミリアン1世が定めたラント平和令（永久ラント平和令）によって、この制度は一定の完成をみた。この平和令は帝国内の諸々の自立勢力と皇帝が取り交わした協約の形をしており、帝国内には法と秩序に基づく支配体系が確立されるとともに、諸勢力によって構成される帝国議会の位置づけが明確にされた。
「ラント平和令」というものは、1495年以前にも度々発布されたものである。そのもともとの趣旨は、神聖ローマ帝国内における「フェーデ」（私闘）を禁じるためのものだった。フェーデというのは合法性をもつ決闘の一種で、元来は適切な手続きによって問題解決を武力で行う権利（フェーデ権）であったが、やがて身代金目的の誘拐や略奪の方便として横行するようになった。これを禁止するために「ラント平和令」がしばしば発布されたのだが、実際にはあまり効果はなかった。1495年の「永久ラント平和令」は、この措置を恒久化しようという名目で結ばれたものだった。これにより帝国内の司法権が確立され、その司法権を維持するために各領邦君主の権利や義務が法制化されたのだった。

### 大諸侯の成長と騎士の没落
永久ラント平和令により、大衆を直接支配し、税を徴収したり徴兵を行ったりするのは領邦（世俗諸侯である領邦君主や聖界諸侯である大司教など）や帝国自由都市が担うことになった。この意味で、帝国の直属下にあるのは領邦であり、大衆は間接的な臣民ということになった。この制度が出来上がるまでには有力な諸侯の意向が働いており、大諸侯ほど有利に領邦国家を形成していったのに対し、中小諸侯の力は弱められていった。とりわけ下級貴族である騎士層の身分の取り扱いはあいまいで、彼らは「帝国騎士（ライヒスリッター）」と位置づけられて帝国直属ではあるようだったが、きちんと定められていなかった。彼らは帝国直属の身分であるにもかかわらず、帝国議会の票決権も有していなかった。オーベルラインと呼ばれるライン川の上流域、すなわちドイツの南西部は、とりわけこうした帝国騎士や小領邦が多かった。
この時代には、火薬の登場に代表される技術の進歩と発展によって戦術が大きく変わった。戦場で決着をつけるのは、勇敢な騎士ではなく、性能の良い大砲や鉄砲になった。それを操るのは市民兵である。皇帝マクシミリアン1世が「最後の騎士」と呼ばれたように、15世紀の終わりから16世紀にかけて、騎士の時代は終わりを迎えつつあった。貨幣経済の普及と都市の発展がこれに拍車をかけた。かつては騎士に対する報酬は土地と農民（農奴）だったが、金で雇う傭兵が用いられるようになると、皇帝や君主たちは、傭兵に払う金の出どころである都市の市民を重視することになり、そのことも封建的な騎士階級の地位を引き下げることにつながった。しかし騎士が領邦に仕えようにも、そこで重用されるのは大学教育を受けた知識階級であり、騎士は居場所が無くなっていった。
彼らはもともと下級貴族だったが、領地は小さく、経済的には生活を維持できるかどうかの水準にまで貧窮していた。彼らの多くは傭兵として給金を稼ぐことで生計を立てており、仕事先を求めて各地をうろついていたが、こうした傭兵の存在自体が争い事の原因にもなっていた。彼らは仕事がなければ盗賊となって町や行商人を襲い、強盗や略奪を行い、盗賊騎士（Raubritter）として浮浪した。一応は貴族の身分でありながら、こうした行為を働いて都市で捕まり、処刑された者も珍しくなかった。

### ドイツの人文主義と反ローマの機運と宗教改革
イタリアに始まったルネサンスの一派である人文主義がドイツに伝播すると、ドイツ独自の特徴を帯びるようになった。その特徴の一つは、イタリア人らが古代ローマやギリシアを古典として学ぼうとしたのに対して、ドイツの古代を古典として研究するグループが現れたことである。これによってドイツでは愛国主義が萌芽した。
もう一つの特徴は、ラテン語、ギリシャ語、ヘブライ語の研究を行って聖書の原文を読解しようというグループが現れたことだった。これはカトリック教会による「公式」なラテン語聖書に対する批判に繋がることになり、カトリックの教義や制度に対する疑義を生じさせることになった。
こうしたドイツの人文主義者の代表がエラスムスである。エラスムス自身はカトリックの司祭であり、カトリック教会の内部からの批判を行ったものの、あくまでもカトリック教会の下僕として振る舞った。
エラスムスの影響を受けた人文主義者の中からは、もっと手厳しい教会批判を行う者が現れた。彼らは反ローマの機運を醸成していき、その中からルターが出現して苛烈な教会批判を行い、1517年に宗教改革の戦端を開いた。
とは言え、人文主義者の多くは、はじめのうちは宗教改革を遠巻きに眺めるだけだった。彼らはルターが始めた争いを「僧侶の喧嘩」とみなしていた。しかし、1519年にライプツィヒで行われたルターとヨハン・エックの討論を境に、評価が変わることになった。エラスムスの主張に感銘を受けた人文主義者の中から、ルターに賛同して教会を厳しく批判し、反ローマの立場を鮮明にした宗教改革者たちが続々と現れた。

## 主な人物

### 精神面の支柱、フッテン
ウルリヒ・フォン・フッテン(1488-1523)は、フランケン地方とヘッセン方伯領の境界付近、ステッケルベルク城生まれの下級貴族である。騎士身分を持っていたとはいえ、フッテン家は明らかに落ち目だった。フッテンは10歳で神学校に入れられて、ドイツ各地で神学の勉強をして育った。しかし18歳の頃にブランデンブルク選帝侯領のフランクフルト・オーデル（ドイツ東部のオーデル川の畔にある都市。ドイツ中部の大都市フランクフルトではない。）の大学で文学に触れると、神学校を中退して文学の道に入り、ライプツィヒ大学に学んだ。そこで人文主義に目覚めるのだが、まもなくライプツィヒを流行病が襲い、フッテンはライプツィヒを離れて数年間の旅に出た。1年ほど北海を放浪したあと、ボヘミア、ウィーン、北イタリアでのパヴィーアやボローニャを周った。この間、フッテンは学生と傭兵として生活を送っていたという。
1514年にドイツに戻ると、フッテンはエラスムスの知遇を得て、エラスムスの助手をしながら数年を共に過ごしたという。その間、フッテン自身も著作を行っていて、『Epistulae obscurorum virorum』（1516年）などの作品が知られている。これは人文主義の立場から教会を批判するものであったが、教義や教皇を直接攻撃するほどの内容ではなく、組織に対する批判を述べたようなものだった。翌1517年には、マクシミリアン1世によって桂冠詩人の誉れを授けられている。このあとフッテンはマクデブルク大司教のアルブレヒトに仕えた。このマクデブルク大司教アルブレヒトは、まもなくマインツ大司教となり、贖宥状の販売でルターによる教会批判の引き金となる人物である。しかしまもなくフッテンは反ローマ的な著作のせいでアルブレヒトのもとを去らなければいけなくなった。
その後もフッテンは大司教アルブレヒトや、新皇帝カール5世にたびたび手紙を出して、カトリック教会の改革の必要性を説いた。しかしそれは無視された。やがてフッテンは激しい愛国心とローマに対する敵愾心を露わにし、教会に対する革命的闘争を企図するようになっていった。その著作は初めはラテン語だったが、後にはドイツ語で著すようになり、1520年には『対話集』を著した。これはドイツの愛国主義とローマ教会批判の性格を強く帯びたものだった。フッテンは人文主義者の中で、政治家として最も目立つ存在となっていった。
その頃教会批判を始めたルターに対し、フッテンは書簡を送り、その中で「どんなことがおころうとも私が傍についております。われらは共通の自由を擁護しようではありませんか」と述べ、ルターを強く支持することを表明していた。しかしフッテンは本物のルター派ではなかったと考えられている。フッテンは教義の面ではルターとは考えの合わない部分もあったが、教会改革を実現するためにはルターの力が必要と考えていた。1521年のヴォルムス帝国議会にルターの召喚が決まると、フッテンはさかんにカール5世に手紙を出して、ルターの考えを容れるように訴えた。
この後の宗教改革の動きは、ルターの意図に反して急進的で過激な方向に進んでいった。ルター自身は寛容さと忍耐によってゆっくり着実な改革を望んでいたのだが、ヴォルムス帝国議会に出席して帝国アハト刑を宣告されたルターがその直後に「失踪」してしまったことで、指導者を失った宗教改革派が過激化してしまったのである。フッテンは「剣と筆の闘士」として、そうした過激な蜂起の精神面を担う立場になっていった。

### 軍事面での支柱、ジッキンゲン
フランツ・フォン・ジッキンゲン（1481-1523）はドイツ南西部（オーベルライン地方）のクライヒガウ出身の帝国騎士だった。その本拠はヴォルムスの西方のエーベレンベルク城で、その領地はアルザス地方にまで及んでいた。領内には鉄や水銀の鉱山があり、その収入によってライン地方の最大の帝国騎士の地位を築いていた。
また、ジッキンゲンは武芸に秀でており、1517年からは皇帝マクシミリアン1世の軍事指揮官に任じられている。1519年にドイツ南部の有力諸侯の一人、ヴュルテンベルク公国のウルリヒと、ドイツ南部の諸侯によるシュヴァーベン同盟とが対立した戦いでは、ジッキンゲンがウルリヒ追放軍の主力を担った。
しかしジッキンゲンは性格に難があり、周囲との諍いが絶えなかった。ジッキンゲンは何かと口実をつけて近隣諸侯に武力攻撃をしかけたが、これは実際には賠償金目当てのフェーデだった。1515年から1518年には帝国自由都市ヴォルムス市、ヘッセン方伯フィリップ1世が治める領邦都市ダルムシュタットやロートリンゲン公アントワーヌを攻撃して金貨35,000枚をせしめ、メッツ市を約2万の兵で包囲して金貨20,000枚を脅し取った。これらの都市や大司教領に出入りする行商人や隊商を襲うこともあった。1519年に後ろ盾となっていたマクシミリアン1世が死ぬと、次期皇帝の選挙まっただ中の帝国自由都市フランクフルト市にさえフェーデをしかけた。

### その他の人物
フッテンとジッキンゲンの一味には、人文主義から宗教改革へ転じ、宗教改革者として名を残した人物がいる。ジッキンゲンの取り巻きだったブツァー(1491-1551)、エコランパッド(1482-1531)である。
ブツァーはドミニコ会の修道士で、ルターとツヴィングリと交流し、両者の仲立ちをした人物である。幼い頃から修道院で学び、1516年にハイデルベルクの修道院で神学を修め、1520年からジッキンゲンと行動を共にするようになった。ブツァーは騎士戦争のあと帝国自由都市シュトラスブルクに移り、そこでの宗教改革を成し遂げることになる。
エコランパッドはもともとはヴュルテンベルク公国の出身である。ハイデルベルクやテュービンゲンの大学を経て、母の出身地であるスイスのバーゼルに移った。そこでエコランパッドはエラスムスの聖書翻訳に協力し、1518年にはアウクスブルクに聖職者の職を得た。しかし直後に始まった宗教改革を受けて教会の在り方に悩み、一度修道院に退いた。そこでの生活から福音派に目覚め、ジッキンゲンのもとへやってきた。エコランパッドは騎士戦争の後にバーゼル大学の神学教授となり、改革派教会の立場から宗教改革を行うことになる。

### ヴュルテンベルク公の追討戦
1519年にドイツ南西部でヴュルテンベルク公国のウルリヒに対する討伐戦が行われた。ヴュルテンベルク公と地元のシュヴァーベン同盟の間には予てから対立があったのだが、ヴュルテンベルク公の妻は、ドイツ南部の有力諸侯であるバイエルン公の娘であると同時に神聖ローマ皇帝マクシミリアン1世の姪であり、皇帝に恩義のあるシュヴァーベン同盟はヴュルテンベルク公に手を出せなかった。しかし、1519年にマクシミリアン1世が死ぬと、同盟はヴュルテンベルク公に攻めかかった。
この討伐軍の主力を担ったのがジッキンゲンの軍だった。ここでジッキンゲンとフッテンは面識を持った。フッテンの親戚にあたる人物がヴュルテンベルク公に殺されており、フッテンにとってウルリヒは個人的な仇として討伐に加わっていた。もともと文学者としての道を歩んでいたフッテンは、ヴュルテンベルク公を告発する『ファラリス主義』（Phalarismus）という作品を著し、以前からこの機会を待っていたのだった。

### ジッキンゲンとルター
1521年春、既に教会からは破門を宣告されていたルターのもとへ、皇帝カール5世から帝国議会へ来るように召喚状が届いた。異端による破門宣告を受けているということは、捕まって教会の手に渡れば殺される可能性がある。カール5世は、ルターの身の安全は保証すると約束したが、100年前のヤン・フスは皇帝に身の安全を保証されて出向いた公会議で捕縛されて火あぶりにされている。ルターが帝国議会へ出るには、同じような危険があった。
このとき、フッテンがジッキンゲンにルターの件を話すと、ジッキンゲンはルターの主張に共鳴したという。以来ジッキンゲンは、宗教改革の最初期における、ルターの軍事面での庇護者としてザクセン選帝侯とならぶ存在として振る舞った。ジッキンゲンは、自らカール5世にルターを保護するよう書簡を出すとともに、部下のブツァーを帝国議会のあるヴォルムスへ向かう道中のルターのもとへ送り、ジッキンゲンの本拠であるエーベルンベルク城に逃れるよう、進言させた。しかしこのときルターはその申し出を断った。

## 「戦争」の経過

### 福音を滅ぼす者との戦い？
翌1522年6月、ジッキンゲンはエーベルンベルク城にてエコランパッドによる聖体拝領を受けてルター派に改宗した。この典礼にはラテン語ではなくドイツ語が用いられた。そのうえでオーベルライン地方の騎士たちをまとめあげ、8月に「友愛同盟」を組織した。
ジッキンゲンは、「福音を滅ぼそうとする者と戦う」と称し、ルターを擁護してカトリックを覆滅しようと言って、友愛同盟を率いてカトリック勢力に戦いを仕掛けた。フッテンはジッキンゲンのことを、下層民を虐げる諸侯に対する「神の鞭」であり、「第二のジシュカ」であると賛称した。
この戦いを「騎士戦争（Ritterkrieg）」や「騎士の乱（Ritteraufstand）」などと言うが、ジッキンゲンが企てた戦いが何であったかは評価が分かれている。結局のところこれはいつもの金目当ての「フェーデ」でしかないものだったとみなす見方があり、この立場では、ジッキンゲンにとって宗教改革は、傭兵に収入をもたらす戦争を増やすものとか、「略奪を行う千載一遇の好機」でしかないものだったということになる。この立場では、ジッキンゲンの行動は純粋な信仰心の為せる業ではなく、宗教問題は口実だった。また、この戦いは軍事的・経済的に追い詰められた騎士階級が、聖界諸侯の領地を分捕って領邦化し、自分たちの地位を向上させようとした政治的社会的経済的独立運動だったという見方もある。この観点では、騎士戦争の翌年に起きる農民戦争とあわせて、新しい信仰に基いて社会体制を変革しようとした試みだったということになる。しかしルターその人自身は、「キリスト者の自由」はあくまでも信仰上の内面の問題に逗まると考えていた。したがって、社会的弱者である農民や騎士がルターの思想を社会的抑圧からの解放者として迎えたのは誤解であり、ルターにとっては意に沿わぬ形で主張を利用されたことになる。この意味ではやはり、この戦争における信仰問題は「口実」だったということになる。このように、騎士戦争は宗教改革を政治目的で利用した最初の好例、とみなされている。

### 戦争の行方
1522年8月、ジッキンゲンは友愛同盟の騎士を率いてトリーア大司教の領地へ攻め込んだ。トリーア大司教は神聖ローマ帝国の皇帝を選ぶ7名の選帝侯のうちの1人であり、この時のトリーア大司教リシャート・フォン・グライフェンクラウは、1519年の皇帝選挙のときに、カール5世の対抗馬だったフランスのフランソワ1世を支持した人物である。
トリーア大司教領は、聖界諸侯としては最大の勢力であるが、その本拠地トリーアの都市の軍事力は7人の選帝侯の領地の中では最も小さいものだった。そしてドイツ各地の中でも騎士が最も軽視されている領邦の一つだった。ジッキンゲンの軍はまずザンクト・ヴェンデルをやすやすと落とし、9月8日の夕刻にトリーア大司教の本拠、トリーアに到着して郊外に陣を張った。
このときトリーアを守る兵力はわずか1,800だったのに対し、ジッキンゲン側の兵力は総勢8,000から12,000ほどだったと伝えられている。ジッキンゲンの計画では、この兵力差では、これまで襲った他の都市と同じように、トリーアは簡単に降参するしかないだろうと考えていた。しかしジッキンゲンが驚いたことに、トリーア大司教は籠城して徹底抗戦を決め込んだ。ジッキンゲンはトリーアを包囲し、トリーア大司教は神聖ローマ皇帝を裏切ってフランスに通じていると罵った。
結局、ジッキンゲンはトリーアを落とすことができず、9月14日に陣を引き払って帰途についた。ジッキンゲンは、神聖ローマ皇帝カール5世に対し、ジッキンゲン軍はカール5世の味方であると訴え、カール5世の敵であるフランスへ攻め込んでみせましょう、と請け負った。しかし1522年10月10日、カール5世は、ジッキンゲンの行動は1495年の永久ラント平和令に反すると宣言した。
この宣言によって、ジッキンゲン追討軍が急速に編成された。その主力を担ったのは、ヘッセン方伯フィリップ1世、プファルツ選帝侯ルートヴィヒ5世とトリーア大司教である。なかでも18歳のヘッセン方伯はジッキンゲン討伐に燃えていた。ヘッセン方伯は父の急死により5歳で伯位を継いだのだが、ジッキンゲンがヘッセン方伯の領地や都市を攻撃していた頃はまだ11歳になるかならないかの頃であり、強硬な態度に出ることができずに賠償金を支払わされていた。その復讐の機会がようやく訪れたのである。ヘッセン方伯は最新式の火砲を買い揃え、真っ先にジッキンゲン討伐に名乗りを挙げたのだった。仲裁に入る者もいたが、彼らは全く意に介さなかった。
冬の間に軍備を整え、1523年4月末になって彼らはジッキンゲン討伐戦を始めた。3軍が合流したクライヒガウでジッキンゲンは敗退し、ラントシュトゥール城へ退却した。ジッキンゲンは城壁を補強して待ち構えていた。しかしヘッセン方伯が用意した新型の大砲は城壁を越える砲弾を放つことができ、城壁は城内への被害を防ぐ役には立たなかった。砲撃は数日間行われて、そのうち城内に砲弾の爆発から護られていない場所がみつかり、そこが狙われた。この攻撃で、ジッキンゲンは致命的な重傷を負った。再び調停に入る者があったが、攻撃側はこれを拒絶した。
ジッキンゲンは傷を負ったあと数日は持ちこたえたが、5月7日に遂にラントシュトゥール城は降伏した。ジッキンゲンはその数時間後に息を引き取った。このあと追討軍はジッキンゲン側の残党を掃討し、エーベレンブルク城も平定された。彼らの領地や城は徹底的に破壊され、打ち棄てられたと伝えられている。
フッテンはこの破壊を切り抜け、6月にドイツを脱し、スイスの宗教改革者ツヴィングリを頼ってチューリッヒに逃げた。フッテンはチューリッヒ湖の小島ウーフェナウ島に匿われたが、8月29日にそこで死んだ。死因は梅毒だった。

## 戦後
この戦いのあと、トリーア大司教はトリーアの近くを守るエーレンブライトシュタイン要塞の増強を行った。このとき設置された要塞砲は、当時としては史上最大のカノン砲であり、「グリフィン砲（Kanone Greif）」と呼ばれた。
ルターはこの騒乱を否定的に捉え、『世俗の権威について』(Zwei-Reiche-Lehre)を著して騎士を断罪した。ルターはこの中で、上に立つ権威に従う義務を説いた。ルターは、権力に逆らって良いのは、権力者が福音を否定するように強制した場合だけで、その際でも行ってよいのは領地を立ち去ることだけだと説いたが、これはのちにプロテスタント諸侯がカトリックの皇帝の侵略から領地を守る際の足枷になった。
ブツァーは戦争が終わった後、1523年にジルバーライゼンという修道女と結婚し、シュトラスブルクに移った。聖職者でありながら妻帯しているというのは破戒であり、司教はブツァーへ追放を言い渡した。しかしブツァーはこれに従わず、そのうち市内の聖職者もブツァーを真似て結婚するものが続出するようになった。司教は彼らに破門を申し付けたが騒ぎは広がる一方で、そのうち市の参事会はこれらの聖職者を庇護するようになった。こうしてブツァーはシュトラスブルクでの宗教改革に先鞭をつけたのだった。のちにシュマルカルデン同盟が成立すると、ブツァーは南西ドイツの諸都市を率いてこれに加盟した。
エコランパッドも戦後にスイスに逃れ、バーゼルの出版業者のもとへ身を潜めた。しばらくすると、バーゼルで再び説教を始め、福音派の教えを広めていった。
ヘッセン方伯はルター派の立場から宗教改革グループの大同団結を呼びかけた。彼の構想は、スイスから北ドイツまでの広範囲の宗教改革者が一致団結し、カトリックの皇帝カール5世に武力で対抗しようというものだった。しかし宗教改革派の内部は教義や利害の相違からさまざまな流派に分派しており、そのなかでも代表的なルターとツヴィングリが喧嘩別れをして大同団結はならなかった。ヘッセン方伯はザクセン選帝侯と共に1530年代にシュマルカルデン同盟を主宰することになった。
ヘッセン方伯は、かつてヴュルテンベルクを追われたウルリヒ（ヘッセン方伯の伯父にあたる）がルター派に改宗すると、その支援者になった。ヴュルテンベルク公領は、ウルリヒがフッガー家から金を借りていた関係でハプスブルク家の領地に組み込まれており、南ドイツにおけるカトリック（ハプスブルク家）とプロテスタント（ウルリヒ）との間の政治問題となった。ドイツ南西部の諸都市が続々とプロテスタントに転じると、シュヴァーベン同盟を維持することができなくなり、1532年にトリーア大司教らによって解散が決まった。ヴュルテンベルクを守る勢力がいなくなると、ヘッセン方伯はウルリヒに兵を与えてヴュルテンベルクをハプスブルク家のフェルディナンドから奪い取らせた。この結果ヴュルテンベルク公国はシュマルカルデン同盟の南ドイツにおける最大勢力となった。
騎士たちはやがてランツクネヒトと呼ばれる傭兵へと姿を変えていき、三十年戦争でドイツ各地に破滅的な破壊をもたらすことになった。その後、16世紀後半に帝国直属の騎士の身分が改善され、地方ごとに騎士司令官（リッターハウプトマン）がおかれ、その所領の内部における領主裁判権や宗教上の罰令権、軍役と帝国税の免除などが規定され、これらの特権のかわりに上納金を皇帝に直接納めることになった。

## 後世の評価
19世紀にドイツがドイツ帝国として統一されつつある頃、ドイツ統一のための愛国心を育む題材として、宗教改革とその時代の闘士に関する作品が多数送り出された。フッテンとジッキンゲンの物語はドイツ民族のために戦って敗れた人物として、人気の題材の一つとなった。そこではフッテンの愛国的性格が強調されている。その代表作の一つが詩人コンラート・フェルディナント・マイヤー(1825-1898)による韻文小説『フッテン最後の日々 (Huttens letzte Tage) 』(1872年)である。この中では騎士戦争の指導者たちは「農民戦争の指導者」「歴史上の悲劇的でヒロイックな人物」として描かれている。フッテンはウーフェナウ島で医の心得がある牧師と共に安寧に過ごし、荒々しかった日々を振り返るのである。
画家カスパー・ダーヴィト・フリードリヒ(1774-1840)は、1823年に騎士戦争から300年になるのを記念し、『フッテンの墓 (Huttens Grab) 』と称する連作を送り出した。